# Boreil Mango
Boreil Mango est une localité du Cameroun située dans l'arrondissement de Bogo, le département du Diamaré et la région de l’Extrême-Nord.

## Population
Lors du recensement de 2005, on y a dénombré 1 487 personnes, dont 722 hommes et 765 femmes.